# Locomotive de Pen-y-Darren
La locomotive de Pen-y-Darren est une des premières locomotives ferroviaire jamais construites. Conçue par Richard Trevithick, elle a remorqué le premier train motorisé de l'histoire, le 21 février 1804, sur la ligne reliant la mine de fer de Pen-y-Darren à la localité d'Abercynon.
Ce n'est probablement pas la première locomotive à circuler sur voie ferrée. Elle fait suite à un prototype de Richard Trevithick, qui aurait roulé en 1802 sur la voie de la mine de fer de Coalbrookdale, dans le Staffordshire. L'essai s'est terminé par un accident qui a donné lieu à une enquête. C'est le 13 février 1804, qu'est essayée la locomotive de Pen-y-Darren. Elle dérive de la première locomotive, mais son tube-foyer s'ouvre logiquement côté volant et non côté piston ; il se peut que seul son essieu arrière était moteur. 
Cette locomotive est encore d'une technologie simple. Elle comprend une chaudière à haute pression en fonte (Ø1 295 x 1 829 mm) à tube-foyer en U, montée sur un châssis à deux essieux. À l'avant de la locomotive, un cylindre unique est implanté horizontalement dans la chaudière. Le piston, de course importante, est guidé par une triple glissière, dans un dispositif qui évoque un trombone géant. Il entraîne au moyen de deux bielles, une roue d'inertie de huit pieds de diamètre (2 438 mm) implantée sur un côté à l'arrière de la machine. L'inertie de cette roue permet de lisser les à-coups du piston. Le mouvement est transmis à une roue dentée centrale laquelle entraîne à son tour l'essieu arrière. La locomotive avance de 2,743 m par coup de piston. L'échappement est redirigé vers la cheminée, un procédé qui améliore le tirage et donc la puissance, que Trevithick n'a pas pensé à breveter.
Le 21 février 1804, elle remorque dix tonnes de fer et cinq wagons chargés de 70 hommes sur une voie longue de quinze kilomètres, à une vitesse de 6 à 8 km/h. Le trajet dura quatre heures et cinq minutes (soit 3,9 km/h de moyenne), et ce malgré des difficultés techniques, liées notamment au gabarit de la locomotive. De plus, la voie de l'époque, constituée de plaques de fonte à épaulement interne (voie à ornières en L, en anglais tramroad ou plateway), se brise sous le poids de la locomotive. Ceci explique que cette locomotive ne parvint pas à supplanter la traction hippomobile, même après avoir tiré un train de 25 tonnes de fer le 4 mars 1804. 
Une autre locomotive est construite en 1805 sur une commande de Christopher Blackett pour la mine de charbon de Wylam, Northumberland ; mais là encore, elle s'avére trop lourde pour la voie à rails en bois.
Une dernière initiative de Richard Trevithick pour relancer l'idée de la traction à vapeur aura lieu en 1808 avec la M’attrape qui peut !, une locomotive à cylindre vertical entraînant les roues avant.

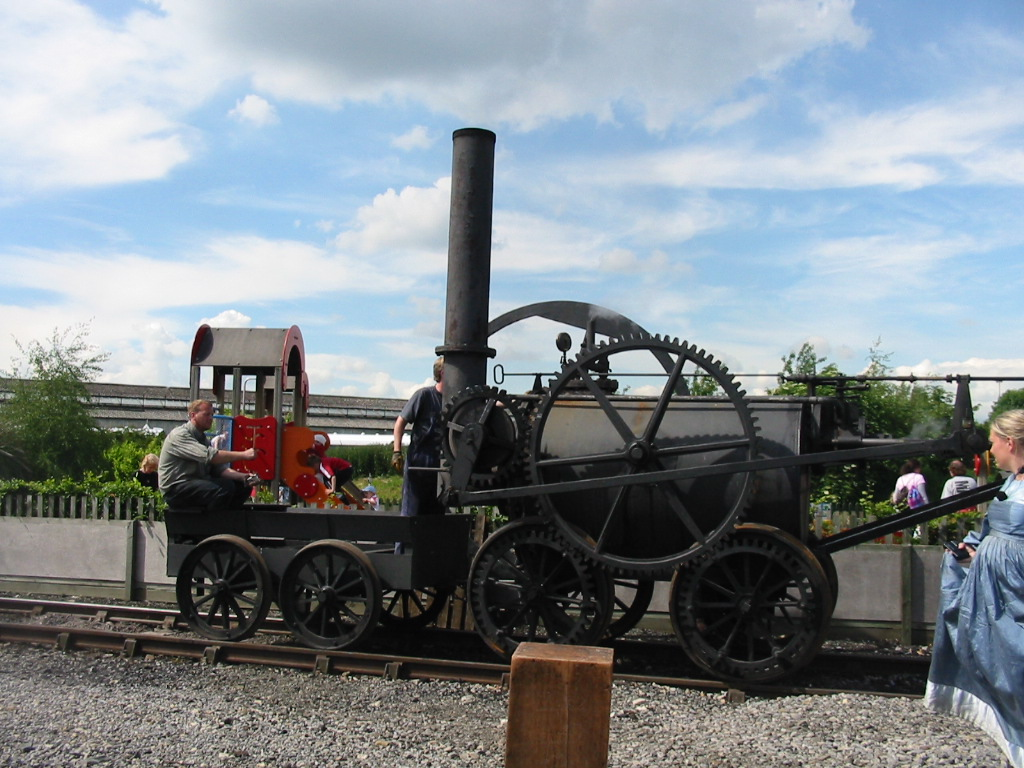
Réplique présumée de la locomotive de Pen-y-Darren (1804), adaptée aux voies actuelles.

## Préservation
Une réplique fonctionnelle de la locomotive de Pen-y-Darren est exposée en 2017 au National Waterfront Museum de Swansea. 